# 司馬覃
司馬 覃（しば たん、元康5年（295年）- 永嘉2年2月16日（308年3月24日））は、西晋の皇太子。清河王司馬遐の長男。

## 経歴
永康元年（300年）、父の司馬遐が死去すると、後を継いで清河王に封じられた。
永寧2年（302年）3月、皇太孫司馬尚が亡くなった。恵帝は子の司馬遹と孫の司馬虨・司馬臧・司馬尚を立て続けに亡くしており、直系の後継者がいなかった。その為、当時朝政を主管していた斉王司馬冏は、まだ8歳である司馬覃を後継ぎとするよう上書した。こうして司馬覃は皇太子に立てられ、司馬冏は太子太師となってその養育に当たった。
永安元年（304年）1月、河間王司馬顒が成都王司馬穎を皇太弟に立てるよう上表すると、司馬覃は廃位されて再び清河王となった。
7月、東海王司馬越は右衛将軍陳眕・殿中中郎逯苞・成輔・司馬乂の旧将上官巳らと共に司馬穎討伐を掲げて決起すると、恵帝を奉じて司馬穎の本拠地の鄴へ向けて軍を発した。この時、司馬覃を皇太子に復位させた。だが、皇帝軍は蕩陰に進軍した所で奮武将軍石超の奇襲を受けて大敗を喫し、恵帝は捕らわれてしまった。上官巳は陳眕と共に洛陽に帰還すると、司馬覃を奉じてこれを固守した。
司馬顒は恵帝が鄴に入ったと知ると、配下の張方に洛陽占拠を命じた。これを聞いた上官巳は別将苗願と共に軍を興して張方を阻んだが、大敗を喫したため洛陽城内に退いた。だが、司馬覃は凶暴粗暴である上官巳を妬んでおり、夜襲を仕掛けて上官巳と苗願を城外に追い出し、張方を広陽門から迎え入れた。司馬覃は張方と会うと拝礼しようとしたが、張方は下車して司馬覃を抱え起こした。その後、張方により再び廃位された。
12月、司馬顒は皇太弟司馬穎を廃し、豫章王司馬熾（後の懐帝）を新たに皇太弟に立てた。
光熙元年（306年）11月、恵帝が崩御すると、皇后羊献容は司馬熾ではなく司馬覃を皇帝に立てようと謀り、司馬覃を尚書閤に招いた。だが、司馬覃は到着すると異変を悟り、病と称して引き返したので、羊献容の目論見は果たされず、懐帝が即位した。
永嘉元年（307年）1月、吏部郎周穆・御史中丞諸葛玫は太傅司馬越へ「主上（懐帝）は元々張方により皇太弟となりました。清河王（司馬覃）はその前の皇太子である事から、後継に立てるべきです」と進言したが、司馬越は聞き入れなかった。周穆らが幾度もこの事を進言すると、司馬越は怒って二人を処断した。3月、司馬覃の弟である豫章王司馬詮が皇太子に立てられた。
12月、前北軍中候呂雍と度支校尉陳顔らは司馬覃を皇太子に立てようと画策したが、事前に発覚してしまい、司馬越は偽の詔を発して司馬覃を金墉城に幽閉した。永嘉2年（308年）2月、司馬越により殺害された。享年14。庶人の礼で葬られたという。
司馬覃が清河王の世子となった時、金鈴を身に着けていたが、突然麻粟のように隆起してきた。占い師は、金とは晋の大興となる兆しであり、司馬覃が皇胤となる事の瑞祥であると述べた。だが、祖母の陳太妃はこれを不吉であるとして、壊して売り払ってしまったので、その効力は失われたという。